# Massacre de Pawłokoma
Le massacre de Pawłokoma est survenu le 3 mars 1945 lorsque des Ukrainiens ont été massacrés par les forces polonaises dans le village de Pawłokoma, à 40 km à l'ouest de Przemyśl. L'unité de l'Armée de l'intérieur polonaise (AK) était commandée par le lieutenant Józef Biss (en) et aidée par des hommes polonais des villages environnants. Entre 150 et 500 personnes ont été exécutées.

## Massacre
Le 3 mars 1945, les troupes polonaises, commandées par le lieutenant Józef Biss, ont regroupé les villageois ukrainiens dans l'église du village, où ils ont été abattus. Après la fusillade de masse, les Polonais ont jeté les corps dans des fosses communes, dans le cimetière du village. Selon l'historien polonais Zdzisław Konieczny (en), l'AK a tué 150 hommes. D'autres estimations font état de 366 à 500 victimes.

## Contexte

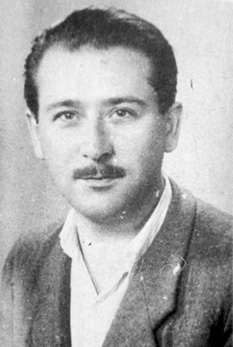
Le lieutenant Józef Biss, commandant des troupes polonaises qui ont perpétré le massacre.

Le contexte de l'événement était une lutte à quatre entre les forces ukrainiennes, polonaises, nazies et soviétiques dans la région alors majoritairement ukrainienne de Volhynie. Des exécutions massives et des violences ont entraîné la mort de 30 000 ukrainiens et de 70 000 à 100 000 polonais entre février 1943 et juillet 1944.
En 1947, le gouvernement polonais lance par ailleurs l'opération Vistule qui aboutit à l'expulsion massive des résidents ukrainiens de la région. La propagande dans les écoles dépeint alors les Ukrainiens comme des traîtres, des fascistes et des "ennemis naturels" des polonais.

## Commémoration
Lors de la visite du Premier ministre ukrainien Viktor Iouchtchenko en Pologne en mai 2006, un monument à la mémoire de 366 victimes a été inauguré dans le village.